# Konrad Kahl
Konrad Kahl (* 7. März 1914 in Zürich; † 19. Mai 1985 ebenda) war ein Schweizer Innenarchitekt, Unternehmer und Literat.

## Leben
Als Sohn des Zürcher Möbelfabrikanten Wilhelm Kahl erlernte Konrad Kahl den Beruf des Schreiners und Möbelzeichners im elterlichen Betrieb Knuchel & Kahl, bildete sich 1934–36 in Paris und London weiter und trat 1937 als Innenarchitekt in die Firma ein. Als Nachfolger des Vaters leitete er die das Geschäft, in dem auch seine ältere Schwester Rosmarie (1917–1985) mitarbeitete, bis 1978.
Die Firma Knuchel & Kahl bestand unter diesem Namen rund 100 Jahre an der Zürcher Rämistrasse und an der Wolfbachstrasse (mit den Abteilungen Entwurf, Bau- und Möbelschreinerei, Polsterei, Näh- und Vorhangatelier, Handweberei). Von Knuchel & Kahl stammen viele Inneneinrichtungen von Schweizer Privat- und Geschäftshäusern, Hotels und Verwaltungsbauten. An der Schweizerischen Landesausstellung 1939 war die Firma mit 5 Räumen vertreten. Konrad Kahls Interesse galt vor allem der hohen handwerklichen Präzision und der Einrichtung von individuell geprägten Wohnräumen, speziell von privaten Bibliotheken.
Neben vielen gesellschaftlichen Kontakten in Partei, Zunft und Ruderklub verfügte er über ein grosses Beziehungsnetz im kulturellen Bereich und engagierte sich vor allem für das Schauspielhaus, die Zentralbibliothek und in der Schweizerischen Bibliophilen Gesellschaft.
Nach der Aufgabe der Berufstätigkeit wandte er sich vermehrt seinen literarischen Interessen zu. Er verstarb am 19. Mai 1985 und wurde im Familiengrab im Friedhof Enzenbühl beigesetzt.
Eine rund 100 Schiffsmodelle umfassende Sammlung, die er von seinem Vater übernommen und weiter gepflegt hatte, wurde von Konrad Kahls jüngerer Schwester Lotti (1919–2009) als „Sammlung Kahl“ dem Schweizerischen Verkehrsmuseum in Luzern übergeben. Sein literarischer Nachlass (Unterlagen und Manuskripte zu ca. 100 veröffentlichten Essays, umfangreiche Korrespondenzen und eine Sammlung seiner Zeitungs- und Zeitschriftenartikel und sonstigen Publikationen) wird in der Handschriftenabteilung der Zentralbibliothek Zürich aufbewahrt, darunter ein langjähriger Briefwechsel mit dem Schriftsteller Hans Egon Holthusen.

## Werk
Zu den Schwerpunkten seiner Publikationen und seiner Beiträge in Zeitungen und Zeitschriften zählen die klassische deutsche, englische und französische Literatur, länderübergreifende kulturelle Beziehungen und Mehrsprachigkeit.

## Werke (Auswahl)
- Adalbert Stifter und die häusliche Welt, Zürich 1945
- Waage des Lebens. Gedichte 1933-1951, Zürich 1951
- Goethe als Liebender, Zürich 1965
- Adalbert Stifter in seinen Briefen. Zum 28. Januar 1968, Olten 1967
- Amour et destin du livre (zus. mit Jean Graven. Illustriert von Hans Erni), Lausanne 1973
- In Zürich möcht ich wohl leben. Texte aus fünf Jahrhunderten, Zürich 1991